# Santa Fe (Grenade)
Pour les articles homonymes, voir Santa Fe.
Santa Fe est une commune espagnole située dans la province de Grenade dans la communauté autonome d'Andalousie, appartenant à la comarque de la Vega de Granada.

## Géographie

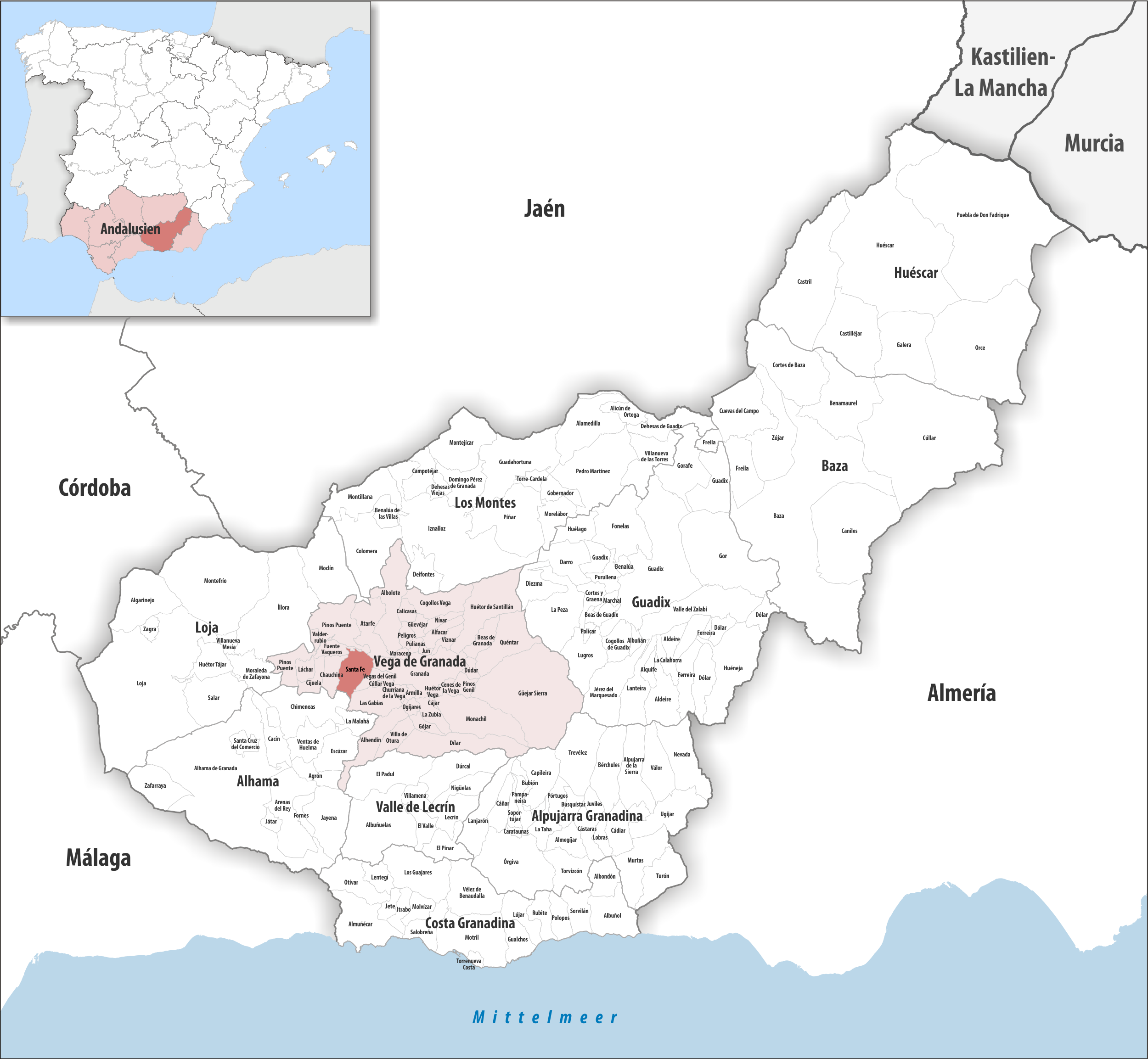
Santa Fe dans la comarque Plaine de Grenade, province de Grenade / en Andalousie

### Localisation
La commune de Santa Fe se trouve dans le sud  de l'Espagne, au centre-sud-ouest de la province de Grenade et en limite à l'ouest de la comarque Plaine de Grenade (en espagnol Vega de Granada).
Grenade est à 13 km est ;
Motril, le port le plus proche, à 69 km sud-sud-est ;
Madrid à 419 km nord ;
Gibraltar à 245 km sud-ouest (distances par route).

### Villages et hameaux
L'agglomération comprend trois villages principaux : Santa Fe ville, El Jau (700 habitants, 1 km à l'ouest de Santa Fe) et Pedro Ruiz (es) (200 habitants, dans la pointe nord de la commune).

### Hydrographie
Le Genil traverse d'est en ouest la partie nord de la commune.

### Généralités
La ville, établie à 579 m d'altitude et entourée par des plaines fertiles, possède un climat continental. Elle est privilégiée par sa situation géographique, près de Grenade, et sa richesse économique et culturelle relevées essentiellement par une population hétéroclite avec ses 29,18 % d'étrangers (Marocains, Argentins, etc.).
Dans la partie sud de la commune se trouve la parc périurbain prairies de Santa Fe (Parque Periurbano Deseha de Santa Fe).

## Histoire
La ville fut fondée par les rois catholiques qui installèrent leur campement militaire en 1482 pour préparer l'assaut final contre les Nazaris du royaume de Grenade. Le nom de Santa Fe évoque un chapitre illustre de l'histoire de l'Espagne.
La ville aménagée en campement militaire romain, possède deux rues croisées en son centre, Cardus Maximus (rue Real) et Decamanus (rue Christophe Colomb) ; au bout de ces rues, on voit apparaître quatre portes opposées qui verrouillaient, dans le passé, l'entrée de la ville fortifiée. Les conquistadors adoptent cette distribution et organisation urbaine pour la construction des capitales sud-américaines, qui se veulent exemplaires de l'art arabo-andalou.

## Administration

### Jumelage
- Vire (France)

## Économie
La région de Santa Fe, favorisée par un climat tempéré, possède une terre fertile pour le développement des industries agro-alimentaires, ainsi que la culture et l'exploitation des oliviers pour la production des olives de table et de l'huile d'olive qui fait la prospérité du pays andalou.